# Ashley Jensen
Pour les articles homonymes, voir Jensen.
Ashley Jensen est une actrice britannique née le 11 août 1969 à Annan, dans le Dumfries and Galloway en Écosse.

## Biographie
Ashley Jensen est née le 11 août 1969 à Annan, Écosse. Ses parents sont Ivar et Margaret Jensen.

### Vie privée
Elle a rencontré Terence Beesley en 1999, ils se sont mariés en Californie le 22 janvier 2007. Ils accueillent leur premier enfant, Francis Jonathan Beesley, le 20 octobre 2009.
Terence Beesley se suicide en novembre 2017.

## Filmographie

### Cinéma

#### Longs métrages
- 1991 : Tickets for the Zoo de Brian Crumlish : Eleanor
- 1999 : Topsy-Turvy de Mike Leigh : Miss Tringham
- 2006 : Tournage dans un jardin anglais (Tristram Shandy : A Cock and Bull Story) de Michael Winterbottom : Lindsay
- 2009 : Sacré Noël (Nativity !) de Debbie Isitt : Jennifer Lore
- 2010 : Dragons (How to Train Your Dragon) de Dean DeBlois et Chris Sanders : Phlegma la féroce (voix)
- 2011 : Oh My God ! (Hysteria) de Tanya Wexler : Fannie
- 2011 : Gnoméo et Juliette (Gnomeo & Juliet) de Kelly Asbury : Nanette (voix)
- 2011 : Mission : Noël (Arthur Christmas) de Sarah Smith et Barry Cook : Bryony (voix)
- 2012 : Les Pirates ! Bons à rien, mauvais en tout (The Pirates ! Band of Misfits) de Peter Lord et Jeff Newitt : La pirate étonnamment plantureux (voix)
- 2013 : All Stars de Ben Gregor : Gina
- 2014 : Small Time de Joel Surnow :
- 2015 : The Lobster de Yórgos Lánthimos : Une femme
- 2015 : La Légende de Barney Thomson (The Legend of Barney Thomson) de Robert Carlyle : Détective Inspecteur June Robertson
- 2018 : Sherlock Gnomes de John Stevenson : Nanette (voix)
- 2010 : Dragons 3 : Le monde caché (How to Train Your Dragon : The Hidden World) de Dean DeBlois : Phlegma (voix)
- 2019 : La Belle et le Clochard (Lady and the Tramp) de Charlie Bean : Jock (voix)
- 2022 : Notre Noël à la ferme : Mars Fletcher

#### Court métrage
- 2010 : Sunshine de Terence Beesley : Alison

### Télévision

#### Séries télévisées1990:City Lights: Moira
- 1991 : Screen Two : La caissière
- 1992 - 1993 : Rab C. Nesbitt : La 2ème fille / Sheena
- 1993 : Screen One : Claire Donnelly
- 1994 : Takin' Over the Asylum : Kathleen
- 1994 : May to December : Rosie McConnachy
- 1994 : The Tales of Para Handy : Catriona MacLean
- 1994 - 1995 : Roughnecks : Heather
- 1994 / 1996 : The Bill : Kate Selby / Diane Wyre
- 1995 : Capital Lives : Eileen
- 1995 : The Baldy Man : La coiffeuse
- 1996 : Bad Boys : Morag Hood
- 1996 / 2004 : Casualty : Jess / Stella
- 1997 : Dangerfield : Michelle Thomson
- 1998 : Mortimer's Law : La fille de Naomi
- 1998 - 2000 : City Central : Sue Chappell
- 2000 : EastEnders : Fiona Morris
- 2001 : Rebus : Mhairi Henderson
- 2001 - 2003 : Clocking Off : Babs Leach
- 2003 : Affaires non classées (Silent Witness) : Becky Metcalf
- 2003 : The Office : La journaliste
- 2003 : Coming Up : Rachel
- 2003 : Sweet Medicine : Faye Brooks
- 2003 : Two Thousand Acres of Sky : Angie Raeburn
- 2005 : Taggart : Agatha Ferry
- 2005 : Meet the Magoons : Une policière
- 2005 - 2007 : Extras : Maggie Jacobs
- 2006 : Eleventh Hour : Rachel Young
- 2006 - 2009 : Ugly Betty : Christina McKinney
- 2009 - 2010 : Parents par accident (Accidentally on Purpose) : Olivia
- 2011 : The Reckoning : Sally Wilson
- 2013 : Love & Marriage : Sarah Paradise
- 2013 : Perfect crime (The Escape Artist) : Kate Burton
- 2014 - 2022 : Agatha Raisin : Agatha Raisin
- 2015 - 2019 : Catastrophe : Fran
- 2017 : Love, Lies and Records : Kate
- 2018 : Princesse Sofia (Sofia the First) : Arielf (voix)
- 2018 / 2020 : La Bande à Picsou (DuckTales) : Downy McDuck / Agnes McDuck / Danny McDuck (voix)
- 2019 : Secret Médical (Trust Me) : Debbie Dorrell
- 2019 - 2022 : After Life : Emma
- 2023: Shetland (série télévisée) (Season 8): Detective Inspector Ruth Calder

#### Téléfilm
- 1995 : The Big Picnic de Derek Bailey : Nessie